# Щелкун гребнеусый
Щелкун гребнеусый (лат. Ctenicera pectinicornis) — вид щелкунов из подсемейства Prosterninae

## Описание

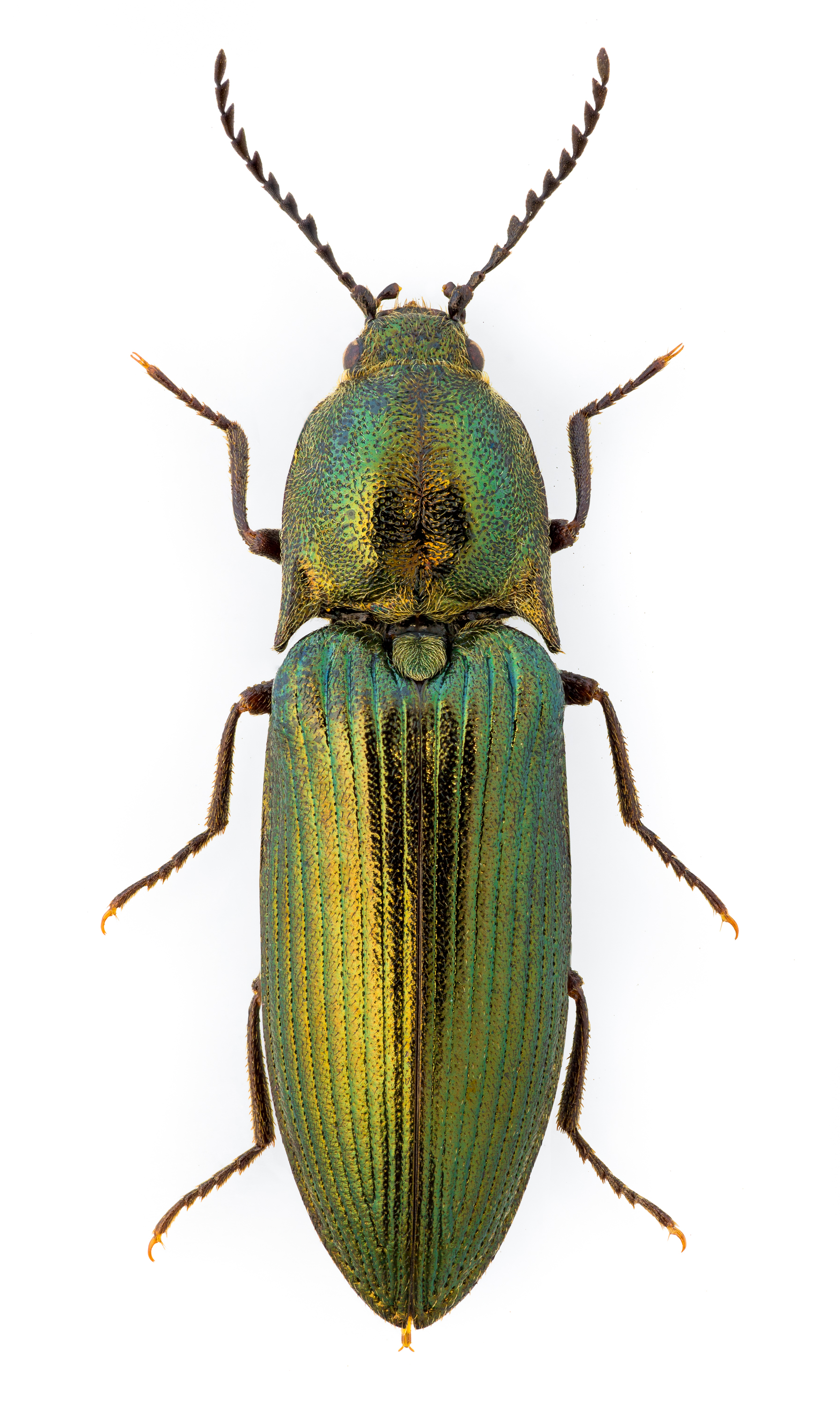
Самка

Самец длиной от 14 до 19 мм, а самка — от 17 до 20 мм. Всё тело жука имеет зелёный цвет с металлическим оттенком.
Самцы появляются раньше самок — в мае. Встретить их можно отдыхающими на стеблях травы. Но также их можно встретить на земле или под камнями.

## Экология и местообитания
Жуки предпочитают луга.